# Annette Bening
Annette Carol Bening (Topeka, 29 maggio 1958) è un'attrice statunitense.
La carriera professionale della Bening comincia nel 1988 nella commedia Non è stata una vacanza... è stata una guerra!, ottenendo poi consensi per i suoi ruoli nel dramma Rischiose abitudini (1990), per il quale ha ricevuto la sua prima candidatura per l'Oscar alla miglior attrice non protagonista, nel biografico Bugsy (1991) e nella commedia romantica Il presidente - Una storia d'amore (1996).
È stata lodata a livello internazionale per la sua interpretazione nel pluripremiato film American Beauty (1999), per il quale si è aggiudicata il BAFTA alla migliore attrice protagonista e lo Screen Actors Guild Award per la migliore attrice cinematografica, ricevendo la sua seconda nomination al Premio Oscar alla miglior attrice. Ha ricevuto tre ulteriori candidature agli Oscar come miglior attrice protagonista rispettivamente per La diva Julia - Being Julia (2004), I ragazzi stanno bene (2010) e con il ruolo di Diana Nyad nel film biografico Nyad - Oltre l'oceano (2023), aggiudicandosi due Golden Globe come miglior attrice in un film commedia o musicale per i primi due film citati.

## Biografia
Nata a Topeka, nel Kansas, da Shirley Katherine Ashley e Arnett Grant Bening, ultima di quattro fratelli, crebbe nella vicina città di Wichita e poi si spostò con la famiglia in California, a San Diego. La madre era una casalinga che per passione cantava nel coro della chiesa, e suo padre un agente assicurativo. Cominciò a recitare durante le scuole superiori nel ruolo principale di Tutti insieme appassionatamente. Studiò recitazione alla Patrick Henry High School dove si laureò in tre anni. Dopo il diploma lavorò per un anno come cuoca a bordo di una nave che organizzava battute di pesca subacquea al largo delle coste dell'oceano Pacifico. Completò l'accademia di teatro all'Università Statale di San Francisco. Inizialmente la Bening desiderava diventare un'attrice di teatro, e fin dagli esordi della sua carriera ha partecipato a diverse produzioni teatrali.
Dopo la conclusione del suo primo matrimonio, si spostò a New York dove fece il suo esordio a Broadway, ottenendo una candidatura al premio Tony e il premio Clarence Derwent per il miglior esordio. Nonostante questi brillanti risultati, dovette aspettare altri cinque anni per il suo esordio cinematografico, che avvenne con Non è stata una vacanza... è stata una guerra! (1988) con Dan Aykroyd. Successivamente recitò come Marchesa di Merteuil in Valmont (1989), cui seguì Rischiose abitudini (1990) per cui ricevette la sua prima candidatura per l'Oscar.

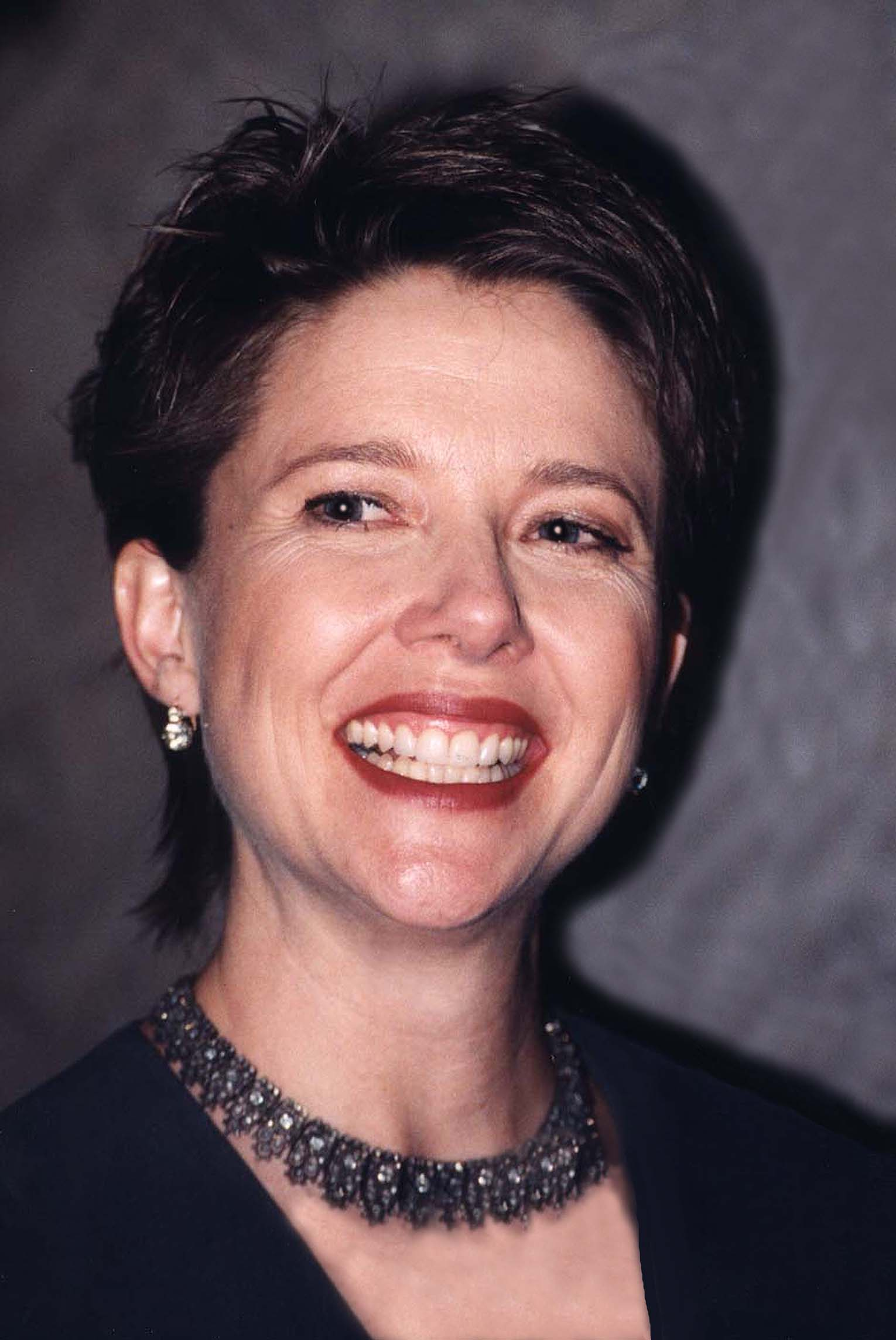
Annette Bening nel 1999

Negli anni successivi ha ricevuto altre due candidature all'Oscar con American Beauty (1999) e La diva Julia - Being Julia (2004). Per American Beauty si è aggiudicata il Premio BAFTA alla miglior attrice protagonista e lo Screen Actors Guild Award nella Screen Actors Guild Award per la migliore attrice cinematografica, medesima categoria, mentre per La diva Julia - Being Julia ha vinto il Golden Globe per la migliore attrice in un film commedia o musicale. Sul piccolo schermo, viene ricordata per aver vestito i panni di Jean Harris nell'omonimo film per la televisione trasmesso da HBO nel 2005, per cui ottenne la sua prima e unica candidatura al Premio Emmy.
Nel 2011 ha vinto un secondo Golden Globe nella categoria di miglior attrice in un film commedia o musicale e ha ottenuto la sua quarta nomination all'Oscar per la sua interpretazione nel film I ragazzi stanno bene. La sua interpretazione di Nic, donna omosessuale alle prese con la gestione dei propri figli insieme alla moglie, è stata universalmente lodata dalla critica e le ha regalato anche altre candidature ai BAFTA e agli Screen Actors Guild Awards.
Nel 2016 è tornata al cinema come protagonista della commedia indipendente Le donne della mia vita, per la cui interpretazione ha ottenuto diversi riconoscimenti, tra cui una candidatura al Golden Globe. A settembre 2017 è stata presidente di giuria della 74ª Mostra internazionale d'arte cinematografica di Venezia, per essersi distinta come un'attrice di grande talento e sensibilità, capace di scelte coraggiose nelle sue interpretazioni, dando ai suoi personaggi un naturale calore ed eleganza. Mentre nel 2018 la sua interpretazione nel film Le stelle non si spengono a Liverpool le è valsa la quarta candidatura al BAFTA e settima al Golden Globe.
Nel 2019 ha recitato nella parte della villain Suprema Intelligenza e la dottoressa Wendy Lawson / Mar-Vell, la mentore della protagonista, nel film del Marvel Cinematic Universe Captain Marvel; inoltre, grazie al suo ruolo di supporto nella pellicola The Report, è stata nuovamente nominata al Golden Globe. Nello stesso anno è tornata anche a recitare a Broadway per la prima volta in oltre trent'anni e per la sua performance nel ruolo di Kate Keller nel dramma di Arthur Miller Erano tutti miei figli è stata candidata al Tony Award alla miglior attrice protagonista in un'opera teatrale. Ha recitato inoltre nel film Le cose che non ti ho detto (2019), a fianco dell'attore Josh O'Connor, diventato celebre per la sua interpretazione del principe Carlo in The Crown.

## Vita privata
Nel 1984 ha sposato il regista teatrale J. Steven White, ma il loro matrimonio è durato solo due anni; i due si sono separati nel 1986 per poi divorziare ufficialmente nel 1991. Sul set di Bugsy nel 1991 ha incontrato l'attore Warren Beatty, più anziano di lei di ventuno anni, che ha sposato l'anno seguente: oggi la coppia è tra le più longeve del mondo di Hollywood. Dal matrimonio sono nati quattro figli: Kathlyn (1992), Benjamin (1994), Isabel (1997) e Ella (2000). Essendo sposata con Beatty, è cognata dell'attrice Shirley MacLaine.
Nel 2010 la figlia maggiore Kathlyn Bening si è sottoposta a un cambio di sesso, con il sostegno dell'intera famiglia, nonostante lo shock iniziale; oggi Stephen Bening è uno scrittore e attivista per i diritti delle persone transgender, battaglia che anche Annette Bening condivide.

## Filmografia

### Attrice

#### Cinema
- Non è stata una vacanza... è stata una guerra! (The Great Outdoors), regia di Howard Deutch (1988)
- Valmont, regia di Miloš Forman (1989)
- Cartoline dall'inferno (Postcards from the Edge), regia di Mike Nichols (1990)
- Rischiose abitudini (The Grifters), regia di Stephen Frears (1990)
- Indiziato di reato - Guilty by Suspicion (Guilty by Suspicion), regia di Irwin Winkler (1991)
- A proposito di Henry (Regarding Henry), regia di Mike Nichols (1991)
- Bugsy, regia di Barry Levinson (1991)
- Love Affair - Un grande amore (Love Affair), regia di Glenn Gordon Caron (1994)
- Riccardo III (Richard III), regia di Richard Loncraine (1995)
- Il presidente - Una storia d'amore (The American President), regia di Rob Reiner (1995)
- Mars Attacks!, regia di Tim Burton (1996)
- Attacco al potere (The Siege), regia di Edward Zwick (1998)
- In Dreams, regia di Neil Jordan (1999)
- American Beauty, regia di Sam Mendes (1999)
- Da che pianeta vieni? (What Planet Are You From?), regia di Mike Nichols (2000)
- Terra di confine - Open Range (Open Range), regia di Kevin Costner (2003)
- La diva Julia - Being Julia (Being Julia), regia di István Szabó (2004)
- Correndo con le forbici in mano (Running with Scissors), regia di Ryan Murphy (2006)
- The Women, regia di Diane English (2008)
- Mother and Child, regia di Rodrigo García (2009)
- I ragazzi stanno bene (The Kids Are All Right), regia di Lisa Cholodenko (2010)
- Ruby Sparks, regia di Jonathan Dayton e Valerie Faris (2012)
- Ginger & Rosa, regia di Sally Potter (2012)
- Imogene - Le disavventure di una newyorkese (Girl Most Likely), regia di Shari Springer Berman e Robert Pulcini (2012)
- The Face of Love, regia di Arie Posin (2013)
- The Search, regia di Michel Hazanavicius (2014)
- Danny Collins - La canzone della vita (Danny Collins), regia di Dan Fogelman (2015)
- Le donne della mia vita (20th Century Women), regia di Mike Mills (2016)
- L'eccezione alla regola (Rules Don't Apply), regia di Warren Beatty (2016)
- Le stelle non si spengono a Liverpool (Film Stars Don't Die in Liverpool), regia di Paul McGuigan (2017)
- Il gabbiano (The Seagull), regia di Michael Mayer (2018)
- La vita in un attimo (Life Itself), regia di Dan Fogelman (2018)
- Captain Marvel, regia di Anna Boden e Ryan Fleck (2019)
- The Report, regia di Scott Z. Burns (2019)
- Georgetown, regia di Christoph Waltz (2019)
- Le cose che non ti ho detto (Hope Gap), regia di William Nicholson (2019)
- Assassinio sul Nilo (Death on the Nile), regia di Kenneth Branagh (2022)
- Jerry e Marge giocano alla lotteria (Jerry & Marge Go Large), regia di David Frankel (2022)
- Nyad - Oltre l'oceano (Nyad), regia di Elizabeth Chai Vasarhelyi e Jimmy Chin (2023)
- Poolman, regia di Chris Pine (2023)

#### Televisione
- Miami Vice – serie TV, episodio 3x19 (1987)
- I Soprano (The Sopranos) – serie TV, episodio 5x11 (2004)
- Mrs. Harris, regia di Phyllis Nagy – film TV (2005)
- Apples Never Fall, regia di Chris Sweeney e Dawn Shadforth – miniserie TV (2024)

## Teatro
- Tutto è bene quel che finisce bene di William Shakespeare, regia di Albert Takazauckas. John Hinkerl Park Amphitheater di Berkeley (1982)
- Il racconto d'inverno di William Shakespeare, regia di Dakin Matthews. John Hinkerl Park Amphitheater di Berkeley (1982)
- Coastal Disturbances di Tina Howe, regia di Carole Rothman. Secong Stage Theatre dell'Off Broadway (1986) e Circle in the Square Theatre di Broadway (1987)
- Spoils of War di Michael Wellerm regia di Austin Pendleton. McGinn-Cazale Theater dell'Off Broadway (1988)
- Hedda Gabler di Henrik Ibsen, regia di Daniel J. Sullivan. Geffen Playhouse di Los Angeles (1999)
- Signore e signori di Alan Bennett, regia di Michael Engler. Tiffany Theater di Los Angeles (2002)
- Il giardino dei ciliegi di Anton Čechov, regia di Sean Mathias. Mark Taper Forum di Los Angeles (2004)
- Re Lear di William Shakespeare, regia di Daniel Sullivan. Delacorte Theater di New York (2014)
- Erano tutti miei figli di Arthur Miller, regia di Jack O'Brien. American Airlines Theatre di Broadway (2019)

## Riconoscimenti
- Premio Oscar
  - 1991 – Candidatura alla miglior attrice non protagonista per Rischiose abitudini
  - 2000 – Candidatura alla miglior attrice protagonista per American Beauty
  - 2005 – Candidatura alla miglior attrice protagonista per La diva Julia - Being Julia
  - 2011 – Candidatura alla miglior attrice protagonista per I ragazzi stanno bene
  - 2024 – Candidatura alla miglior attrice protagonista per Nyad - Oltre l'oceano

- Golden Globe
  - 1992 – Candidatura alla miglior attrice in un film drammatico per Bugsy
  - 1996 – Candidatura alla miglior attrice in un film commedia o musicale per Il presidente - Una storia d'amore
  - 2000 – Candidatura alla miglior attrice in un film drammatico per American Beauty
  - 2005 – Miglior attrice in un film commedia o musicale per La diva Julia – Being Julia
  - 2007 – Candidatura alla miglior attrice in un film commedia o musicale per Correndo con le forbici in mano
  - 2007 – Candidatura alla miglior attrice in una mini-serie o film per la televisione per Mrs. Harris
  - 2011 – Miglior attrice in un film commedia o musicale per I ragazzi stanno bene
  - 2017 – Candidatura alla miglior attrice in un film commedia o musicale per Le donne della mia vita
  - 2020 – Candidatura alla miglior attrice non protagonista per The Report
  - 2024 – Candidatura alla miglior attrice in un film drammatico per Nyad - Oltre l'oceano

- BAFTA
  - 1992 – Candidatura alla migliore attrice non protagonista per Rischiose abitudini
  - 2000 – Migliore attrice protagonista per American Beauty
  - 2011 – Candidatura alla migliore attrice protagonista per I ragazzi stanno bene
  - 2018 – Candidatura alla migliore attrice protagonista per Le stelle non si spengono a Liverpool

- Premio Emmy
  - 2006 – Candidatura alla miglior attrice in una miniserie o film per la televisione per Mrs. Harris

- Screen Actors Guild Award
  - 2000 – Miglior cast cinematografico per American Beauty
  - 2000 – Miglior attrice cinematografica per American Beauty
  - 2005 – Candidatura alla miglior attrice cinematografica per La diva Julia – Being Julia
  - 2007 – Candidatura alla miglior attrice in una miniserie o film per la televisione per Mrs. Harris
  - 2011 – Candidatura al miglior cast cinematografico per I ragazzi stanno bene
  - 2011 – Candidatura alla miglior attrice cinematografica per I ragazzi stanno bene
  - 2024 - Candidatura alla miglior attrice cinematografica per Nyad - Oltre l'oceano

- Tony Award
  - 1987 – Candidatura alla miglior attrice non protagonista in un'opera teatrale per Costal Disturbances
  - 2019 – Candidatura alla miglior attrice protagonista in un'opera teatrale per Erano tutti miei figli

## Doppiatrici italiane
Nelle versioni in italiano dei suoi lavori, Annette Bening è stata doppiata da:
- Roberta Greganti ne Il presidente - Una storia d'amore, Mars Attacks!, In Dreams, Terra di confine - Open Range, The Women, Mother and Child, Imogene - Le disavventure di una newyorkese, The Search, Danny Collins - La canzone della vita, Le stelle non si spengono a Liverpool, Il gabbiano, La vita in un attimo, The Report, Le cose che non ti ho detto, Assassinio sul Nilo, Jerry e Marge giocano alla lotteria, Poolman
- Anna Rita Pasanisi in Indiziato di reato - Guilty by Suspicion, A proposito di Henry, Bugsy, Love Affair - Un grande amore, Mrs. Harris, The Face of Love, L'eccezione alla regola, Apples Never Fall
- Ludovica Modugno in Correndo con le forbici in mano, I ragazzi stanno bene, Georgetown
- Claudia Razzi in Rischiose abitudini, Captain Marvel
- Marina Tagliaferri in Valmont
- Ida Sansone in Cartoline dall'inferno
- Paila Pavese in Riccardo III
- Alessandra Cassioli in Attacco al potere
- Cristiana Lionello in American Beauty
- Angiola Baggi ne I Soprano
- Micaela Esdra in Da che pianeta vieni?
- Mariangela Melato ne La diva Julia - Being Julia
- Lorenza Biella in Ruby Sparks
- Alessandra Korompay in Le donne della mia vita
- Antonella Giannini in Nyad - Oltre l'oceano